# داگئی، پاکستان
داگئی (به انگلیسی: Dagai) یک شهرک در پاکستان است که در ناحیه سوابی واقع شده‌است.